# شیخ فضل‌الله نوری
فضل‌الله نوری مازندرانی (۳ دی ۱۲۲۲ – ۹ مرداد ۱۲۸۸) معروف به شیخ فضل‌الله نوری، روحانی مخالف مشروطیت و از مجتهدان و فقهای شیعه و بنیان‌گذار اسلام سیاسی در ایران قاجاری بود. او اظهار می‌کرد که تمامی قوانین جامعه باید بر اساس احکام اسلام تنظیم شوند. او مهم‌ترین و مشهورترین نمایندهٔ جریان فکری مشروعه‌خواهی به‌شمار می‌رود.
پس از انقلاب مشروطه، شیخ فضل‌الله با اصول آزادی و برابری متمم قانون اساسی مخالفت کرد و به اصرار او، ماده‌ای در متمم قانون اساسی گنجانده شد که بر اساس آن، شورایی از علمای شیعه برای نظارت بر مصوبات مجلس و اطمینان از انطباق این مصوبات با شرع در نظر گرفته شد. در آذر ۱۲۸۶، نوری از مردم دعوت کرد تا برای دفاع از اسلام در برابر «مشروطه‌طلبان کافر» در میدان توپخانه تجمع کنند. او در این گردهمایی معروف به واقعه میدان توپخانه سخنرانی کرد و «برابری» را یک بدعت خارجی خواند. شیخ فضل‌الله فتواهایی مبتنی بر حرام بودن مشروطه صادر نمود. در سال ۱۲۸۶، تعدادی از علمای تهران که شیخ فضل‌الله در رأس آن‌ها بود، در نامه‌ای به محمدعلی‌شاه، نوشتند که مجلسی که با الگوبرداری از قوانین پارلمان‌های اروپایی تشکیل شده است، با قواعد اسلامی منافات دارد و ممکن‌الجمع نیست. به دنبال فتح تهران در ۱۲۸۸، تعدادی از مخالفان مشروطه مانند شیخ فضل‌الله به اعدام محکوم شدند.

## زندگی

### خانواده
فضل‌الله نوری، فضل‌الله کجوری طبرسی مازندرانی از خاندان رستمدار (یا اسم امروزی نوری) است.
او فرزندِ عبّاس کجوری نوری پیش‌نماز (شیخ عبّاس لاشکی کجوری طبرسی مازندرانی) از طایفهٔ رستمدار و آسیه مجتهد نوری طبرسی مازندرانی (خواهر ارشد حسین محدّث نوری) از طایفهٔ رویان فرزند میرزا محمّدتقی نوری مازندرانی بود. او همچنین پدربزرگ نورالدّین کیانوری، دبیر اوّل کمیتهٔ مرکزی حزب تودهٔ ایران (۱۳۵۷–۱۳۶۲) است که در سال ۱۳۶۱، توسط حکومت جمهوری اسلامی دستگیر، شکنجه و وادار به اعتراف اجباری تلویزیونی شد.

## تحصیلات
فضل‌الله نوری تحصیلات ابتدایی را در بلده (دهکده‌ای کوهستانی در شهرستان نور مازندران) آغاز کرد. پس از آن به تهران مهاجرت کرد و تحصیلات خویش را تا پایان دورهٔ سطح در آنجا ادامه داد.
در مدرسه علمیه مروی (تهران) شاگرد میرزا ابوالقاسم کلانتری (۱۲۳۶–۱۲۹۲ ق) فرزند میرزا محمدعلی نوری فرزند میرزا هادی نوری مازندرانی بود.
او به همراه دایی خود حسین محدث نوری به نجف رفت و نزد میرزا حبیب‌الله رشتی و محمدتقی رازی به تحصیل پرداخت و بعد از مدتی در درس میرزای شیرازی شرکت کرد. با مهاجرت میرزای شیرازی به سامرا، فضل‌الله نوری نیز با او راهی سامرا شد و پس از تحصیل علوم دینی مقیم تهران گشت.

## فعالیت‌های سیاسی

### در نهضت تنباکو
شیخ فضل الله نوری در نهضت تنباکو که نخستین قیام فراگیر به رهبری روحانیت بود، نقش فعالی داشت. او نخستین عالمی بود که به حمایت از میرزا حسن آشتیانی برخاست. وی به عنوان نمایندهٔ میرزای شیرازی در تهران مورد توجه مردم و روحانیان بود. به‌طوری‌که پس از لغو قرارداد تا وقتی که میرزای شیرازی به‌وسیلهٔ فضل‌الله نوری از لغو قرارداد اطمینان حاصل نکرد، حکم حرمت استعمال توتون و تنباکو را لغو نکرد.

### واقعهٔ میدان توپخانه
از روز شنبه ۸ و یکشنبه ۹ ذیقعده ۱۳۲۵ (۲۲ آذر ۱۲۸۶) گروه‌هایی به سرکردگی صنیع حضرت و مقتدر نظام و به اشارهٔ دربار به‌طرف مجلس و مسجد سپهسالار در میدان بهارستان هجوم بردند و اقدام به تظاهرات علیه مشروطیت و مجلسیان نمودند. اینان که حدود دو هفته مجلس را در محاصرهٔ خود داشتند از سه گروه تشکیل شده بودند:
1. جمعی اراذل و اوباش سنگلج به سرکردگی مقتدر نظام و لوطی‌های چاله میدان به سرکردگی صنیع حضرت
2. فراشان و غلامان کشیکخانه و سربازان فوج و استرداران و شترداران امیر بهادر جنگ
3. دینداران عامی به سرکردگی فضل‌الله نوری و سید علی یزدی و میرزا ابوطالب زنجانی و محمد آملی که گروه روحانیان دربار را تشکیل می‌دادند.

این سه گروه حول محور مبارزه و مخالفت با مشروطه و به دستور دربار از هیچ اقدامی فروگذار نمی‌کردند.

### فروش ملک وقفی به بانک استقراضی روس
روس‌ها قصد داشتند که یک بانک استقراضی یا شعبه‌ای از آن را در بازار تهران دایر نمایند. محلی را در اراضی موقوفهٔ سید ولی، که در آخر بازار کفاش‌ها واقع و مدرسهٔ خرابه و قبرستان مسلمین بود، برای ساختمان بانک در نظر گرفتند. برای اجاره کردن آن به هر یک از ملاها که مراجعه کردند کسی حاضر نشد که آن را به روس‌ها اجاره دهد، لکن به حاج شیخ فضل‌الله که رجوع کردند او حاضر شد و اراضی مزبور را جهت ساختمان بانک به مبلغ هفتصد و پنجاه تومان به ملاحظهٔ تبدیل به احسن به روس‌ها فروخت و پس از این عمل از نفوذ روحانی وی در افکار و انظار مردم خیلی کاسته شد.

### طلاق غیرشرعی زن موقرالسلطنه و عقد وی برای امام جمعهٔ تهران
شاه یا ولیعهد خواستند که به اجبار طلاق شکوه‌الدوله (دختر مظفرالدین شاه) را از موقر السلطنه شوهرش که (به دلیل نارضایی از حکومت) زندانی شده بود بگیرند. موقر راضی نبود. برای انجام این عمل ابتدا به حاج سید علی‌اکبر تفرشی و بعد به سید عبدالله بهبهانی مراجعه شد و چون موقرالسلطنه گرفتار بود، هر دو نفر گفتند که باید شوهر آزاد باشد و شخصاً رضایت بدهد و در غیر این صورت به هیچ وجه امکان ندارد و برخلاف شرع است. پس از مأیوس شدن از این دو نفر از طرف دربار به حاج شیخ فضل‌الله مراجعه شد و او بدون رضایت شوهر صیغهٔ طلاق را جاری نمود و شکوه‌الدوله را به زوجیت (میرزا ابوالقاسم) امام جمعه درآورد. در این‌جا روایت‌ها مختلف است؛ بعضی می‌گویند که شیخ فضل‌الله پس از طلاق دادن در همان مجلس بدون نگه داشتن عده، او را برای امام جمعه عقد کرد و برخی دیگر می‌گویند که پس از سرآمدن عده، زن مطلقه به‌اجبار، به حبالهٔ نکاح امام جمعه درآمد… این عمل شیخ فضل‌الله نیز مزید بر عمل سابق‌اش او را خیلی منفور کرد و از آن توجه و علاقه که عامه در سابق نسبت به وی اظهار و ابراز می‌داشتند خیلی کاسته شد و مردم اشعاری در این باب ساخته و می‌خواندند و از آن جمله این شعر بود:
حقا امام جمعه در دین یقین ندارد،
این کار کار عشق است ربطی به دین ندارد

### نقش در مشروطیت
آزادی کلمهٔ قبیحه است.

از کتاب رسائل مشروطیت
شیخ فضل‌الله در ابتدا با طباطبایی و بهبهانی همراهی می‌کرد و در اوائل مجلس هم در جلسات حضور می‌یافت ولی به‌تدریج، از آن‌جا که خود را بالاتر از آن‌ها می‌دید شروع به بهانه‌گیری کرد. در ابتدا طرحی ارائه داد که علما به وضع قوانین نظارت کنند که توسط مجلسیان پذیرفته شد تا غائله خاتمه یابد. ولی به این‌هم راضی نشد و در این مرحله که محمدعلی‌شاه هم به داستان مشروعه به‌عنوان عاملی برای ضدیت با مشروطیت علاقه‌مند شده بود با وی متحد گشت.
با همراهی میرزای شیرازی، میرزا حسن آشتیانی، سید جمال‌الدین اسدآبادی، عین‌الدوله، قربان‌علی زنجانی، سید محمدکاظم یزدی مشهور به صاحب عروه، حسین محدث نوری، علی لنکرانی، حسن مجتهد تبریزی، محمد خمامی رشتی، رستم‌آبادی، سید احمد طباطبایی برادر سید محمد طباطبایی، محمد آملی، عبدالنبی نوری، سید محمد یزدی، محمد بروجردی، میرزا لطف‌الله، نورالله مجتهد عراقی، علی‌اکبر مجتهد، سید علی قطب نخجوانی، محمدعلی پیشنماز، جمال‌الدین افجه‌ای، علی‌اکبر طالقانی به مبارزه با مشروطیت و هواداران آن برخاست.
او نوشتن هرگونه قانون و واداشتن شهروندان به پیروی از قانونی که در شرع آورده نشده است را نادرست می‌دانست و با برقراری مجلس انتخابی و نیز مسئله تقسیم قوا مخالفت می‌ورزید.
مشروطیت را فتنه خواند و قانون اساسی (منظور متن ترجمه شده قانون اساسی کشور فرانسه توسط مشیرالملک و مؤتمن‌الملک پسران صدراعظم) را «دستور ملعون» و «ضلالت‌نامه» (رسالهٔ حرمت مشروطه، ترکمان، ص ۱۰۷) می‌نامید.
در مقابل یکی از مواد آن که «اهالی مملکت ایران در مقابل قانون دولتی متساوی‌الحقوق خواهند بود» به‌طور مشخص مخالفت کرد و گفت «محال است با اسلام حکم مساوات». تقسیم قوا به سه قوه را «بدعت و ضلالت محض» خواند. (در قانون اساسی تفکیک قوا ذکر شده بود).

### تطبیق قانون با شرع
در جلسهٔ ۲۰ خرداد ماه ۱۲۸۶ ه‍. خ، پیشنهاد شیخ فضل‌الله در مورد حضور گروهی بیش از ۵ نفر از علما در مجلس برای نظارت بر مطابقت قانون با شرع مطرح گشته اکثر نمایندگان موافق بودند و تصویب گشت.
در ۲۱ خرداد ۱۲۸۶، آقایان طباطبایی و بهبهانی و آقا حسین قمی و سید جمال‌الدین افجه‌ای شیخ فضل‌الله را در منزل آقای طباطبایی آورده، با او گفتگو کردند و ایشان قول داد دیگر با مشروطه دشمنی نکرده، مردم را گرد نیاورده، چادری برپا نکند. نوشته‌ای نوشته و امضا کردند و شیرینی صرف شد… لیکن سودی نداشت و شیخ فضل‌الله و همدستانش که از دولت پول می‌گرفتند از دشمنی دست نکشیدند.
شیخ فضل‌الله و همدستانش به حرم شاه عبدالعظیم رفته، مجدداً طباطبایی و بهبهانی در ۱۲ تیرماه به آن‌جا رفته وی را نصیحت کردند ولی سودی نبخشید.
در اواسط تیرماه، مجلس تلگرافی در رد اعمال شیخ فضل‌الله و همدستانش به شهرها فرستاد بدین مضمون:
حاجی شیخ فضل‌الله نوری از اول امر چون استحکام اساس مشروطیت را مخل منافع شخصی خود دیده و دانسته است که با توسعهٔ اسباب عدل و تحقیق که از جملهٔ مزایای این اساس عالی است طریق استفادهٔ شخصی مسدود می‌گردد و خفیه و آشکار گاهی به‌عنوان موافقت و گاهی به‌اعلان مخالفت در اخلال ارکان سعادت مملکت کوتاهی نداشت.
ولی آقایان حجج‌الاسلام مشیدین این بنای رفیع و مجلس مقدس شورای ملی به گمان اینکه بالاخره جناب شیخ از سیر در خطوط تنگ و تاریک باطل نادم شده، به شاهراه روشن حق و سعادت توفیق عود نماید به رفق و مماشات عمل می‌نمودند.
تا اینکه چندی قبل به گرفتن وجه معتنابهی سعی بلیغ به عمل آورده که حکومت سیستان و قاین را در حق حشمت‌الملک برقرار نماید چون مجلس به ملاحظات عدیده حکومت مشارالیه را تصویب نکرد بالمره معاندت با مجلس مقدس را علنی نمود که اهالی دارالخلافه از مخالفت‌های او به جان آمده و او هم مجبور به ترک شهر پایتخت گشته و در زاویه مقدسه حضرت عبدالعظیم جند نفر از مفسدین و معاندین را از قبیل پسر حاجی آقا محسن عراقی معلوم‌الحال که از مدتی به واسطه تعدیات فوق‌العاده اش در عراق تحت احضار و جلب به محاکمه است دور خود جمع نموده از قرار معلوم برای اخلال توجه عمومی و اضلال مسلمین و القای فتنه تلگرافات فسادانگیز به ولایات مخابره نموده است.
اگر چه با توجهات خاصه آیت‌الله عتبات عالیات و عموم حجج‌الاسلام و علمای اعلام ایران و موافقت تامه اکابر دین مبین و همراهی عقلای مسلمین ظن کامل حاصل است که اغفالات این قسم عالمان بی عمل مظهر هیچ‌گونه اعتنا و اعتباری نخواهد بود معهذا برای اینکه عوام بیچاره در بلاد دور و نزدیک به دام تزویرات و تسویلات مغرضین نیفتند لازم آمد مجملی از تفاصیل حالات این شخص به توسط التفات حضرات عالی گوش زد خاص و عام گردد تا سیه روی شود هر که در او غش باشد

شیخ فضل‌الله نوری می‌نویسد:
 تا آنکه آن دستور ملعون که مسمی به قانون اساسی است نوشته شد و خواهش تطبیق آن با قواعد اسلامیه نمودند. داعی با یأسی که از فلاح این ترتیبات داشتم مماشاتاً مساعدت نمودم و وقتی را صرف این کار با جمعی از علما کردم و به قدر میسور تطبیق به شرع یک درجه شد.

### درخواست اسلحه
در جریان فتح تهران و در زمانی که سپهدار تنکابنی، شهر قزوین و سردار اسعد بختیاری قم را تسخیر کرده و به‌طرف تهران رهسپار بودند، شیخ از طریق مشیرالسلطنه (صدراعظم) از نایب‌السلطنه درخواست ۱۰۰ قبضه سلاح نمود تا ضمن محافظت از خود در مقابل مردم، نیروهای محله سنگلج بتوانند با مشروطه‌خواهان به مقابله و جنگ بپردازند.

### ترور ناموفق
احمد کسروی از واقعه ترور شیخ فضل‌الله نوری یاد می‌کند که در روز ۱۹ دی‌ماه ۱۲۸۷ اتفاق افتاد: «جمعه‌شب بود و شیخ از دیدن کسی برمی‌گشت که هنگام پیاده شدن از درشکه توسط شخصی که بعد معلوم شد کریم دواتگر است به وسیله ششلولی هدف قرار گرفت. گلوله‌ها به همراهان شیخ اصابت کرد و شیخ مجروح شد ولی جان سالم به در برد. کریم که خود را گرفتار اطرافیان دید، زیر گلوی خود گلوله‌ای شلیک کرد که از گونه‌اش بیرون پرید. مجروحان را به خانه شیخ بردند و به مداوایشان پرداختند. کریم نیز مانند بقیه مجروحان بهبود یافت و به جرم این اقدام به زندان افتاد».

### فتوای از مراجع نجف در مورد شیخ فضل‌الله
در جلسه روزشنبه ۲۹ ذیقعده ۱۳۲۵ انجمن تبریز که مطالب آن در روزنامه انجمن چاپ شده متن تلگرافی منتشر می‌شود که از علمای تراز اول شیعه نجف به تهران رسیده است. مضمون آن چنین ذکر شده است:

(تلگراف ثانی) جنابان حجت‌الاسلام بهبهانی و طباطبائی:
نوری چون مخل آسایش و مفسد است، تصرفش در امور حرام است.

محمد حسین نجل میرزاخلیل - محمدکاظم خراسانی - عبداله مازندرانی

## دستگیری

### دادگاه
مخالفان شیخ، با فتح تهران، نزد مجاهدان و یپرم‌خان رفته و گفتند که هرگاه شیخ نوری زنده بماند، امکان دارد در سراسر کشور مردم را وادار به مخالفت با فاتحان تهران کند و حرکتی مذهبی توسط مردم علیه آن‌ها به وجود آورد و اگر فرصت از دست برود بیم وقوع همه گونه حوادث مخاطره‌آمیز خواهد رفت. یپرم خان تصمیم گرفت اعدام وی را به موقع اجرا بگذارد.
روز ۱۲ رجب جمعی از مجاهدین به خانهٔ وی رفتند و او را دستگیر نمودند و به وسیله درشکه به میدان توپخانه آوردند و در یکی از اتاق‌های طبقه فوقانی محبوسش نمودند.
اعضای دادگاهی که محاکمه نوری را انجام داد، عبارت بودند از ۱۳ نفر: منتصرالدوله پیشکار سپهدار، نظام سلطان، حمیدالملک شیبانی، جعفرقلی خان استانبولی، سالار فاتح، یمین نظام، میرزا علی محمدخان، میرزا علی محمدخان عمیدالسلطان، میرزا محمد مدیر روزنامه نجات، اعتلاء الملک، سید محمد ملقب به امامزاده، جعفرقلی خان بختیاری، ابراهیم زنجانی عضو لژ بیداری.
ملک‌زاده در کتاب تاریخ انقلاب مشروطیت ایران خود ذکر می‌کند که علی‌رغم تلاش و جستجویی که انجام داده صورت‌جلسهٔ مکتوبی از آن دادگاه به دست نیاورده است و ظن‌قوی این است که صورت‌جلسه‌ای تنظیم نشده یا اگر شده است در همان روزها از میان رفته است و بنابراین مطالب را به صورت نقل‌قول از بعضی از اعضای محکمه یا رؤسای مجاهدین نقل می‌کند.
ناظم‌الاسلام کرمانی می‌نویسد:
(امروز شیخ فضل‌الله را بردند به اتاق خورشید. او را در محل استنطاق نشانیده، ابتدا از او پرسیدند شما که در اول امر مشروطه‌خواه بودید، حکم به وجوب مشروطیت دادید، به قم مهاجرت نمودید، چرا از قول و حکم خود نکول کردید و حاج شیخ فضل‌الله جواب داد:
من از اول تاکنون مشروطه‌خواه بوده و می‌باشم، همه وقت متابعت جناب آخونده ملاکاظم را نموده. در جواب او گفتند پس چرا بعد نوشتید مشروطه حرام است؟ شیخ منکر شد که من هرگز چنین چیزی ننوشته‌ام. نوشته شیخ را که ما سابقاً درج نمودیم به او ارائه دادند که در آن نوشته بود ما مشروطه نمی‌خواهیم و مشروطه مخالفت با قوانین اسلام دارد.
شیخ گفت:
دیگران این نوشته را مهر کردند، من هم از ترس شاه مهر کردم.
به او مدلل نمودند که خود او باعث و مؤسس اصل اصیل در باب آن نوشته بوده است.
بعد از آن آقا شیخ ابراهیم زنجانی ورقة الزامیه‌ای را که از پیش حاضر کرده بود، از بغل درآورده و بر او قرائت نمود و در مدت قرائت آن نوشته، شیخ ساکت و سرش را روی عصای خود گذارده گوش می‌داد)
..... گفتی خلاف من در سر همان یک ماده ۱ قانون اساسی است. باز جمعی همان ماده را برداشته در خانه خودت آورده، بنده هم بودم با قریب بیست نفر از وکلا مدلل کردیم که همان ماده باید همان‌طور که هست نوشته شود. مجدداً قانع شده باز قرآن حاضر کرده، قسم مؤکد یاد کردی که دیگر ابدأ مخالفت نکنی و فردا به مجلس بیائی. بناگاه قسم و عهد را شکسته به حضرت عبدالعظیم رفتی. در حضرت عبدالعظیم کتبأ و نطقا چه افتراء نمانده که به و کلاه نزدی و چه افساد ماند که نکردی. به چه دلیل و کلاء را بابی و دهری خواندی؛ آیا تصور نکردی که در قانون انتخابات به عموم اهل ایران دستورالعمل داده شده که هر کس را متدین و امین دانند انتخاب کنند؟ آیا همه مردم بابی بودند که بابی انتخاب کردند با سایرین غیر بابی بودند در میان خود امین تر از بابی نیافتند یا اینکه خاصیت دیوارهای بهارستان بوده

## اعدام

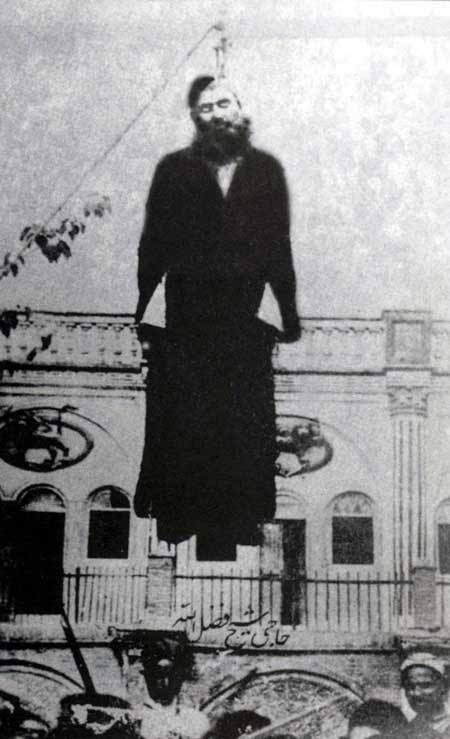
شیخ فضل‌الله نوری بر چوبه دار

پس از فتح تهران، فضل‌الله نوری بازداشت شد و به حکم ابراهیم زنجانی در ۹ مرداد ۱۲۸۸ برابر با ۱۳ رجب ۱۳۲۷ قمری در میدان توپخانه تهران حدود یک ساعت و نیم مانده به غروب به دار آویخته شد. خانواده‌اش جسد او را در منزلش دفن کردند و بعد از ۶ ماه نبش قبر و جسدش به قم منتقل و در صحن اتابکی حرم فاطمه معصومه دفن شد.
وسائل اعدام از چند روز پیش فراهم شده بود و داری را که صنیع و آجودان‌باشی با آن به دار آویخته‌شده بودند در میدان توپخانه سرپا بود.
به گفتهٔ مهدی بامداد، به دستور هیئت مدیره‌ای که پس از انحلال مجلس عالی تشکیل شد، فضل‌الله نوری به دار آویخته شد.

### تجلیل پس از مرگ او

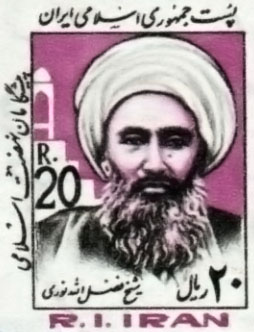
تمبری که برای تجلیل از فضل‌الله نوری در عصر جمهوری اسلامی منتشر شد

- جلال آل احمد در کتاب خدمت و خیانت روشن‌فکران می‌نویسد: «از آن روز بود که نقش غرب‌زدگی را همچون داغی بر پیشانی ما زدند و من نعش آن بزرگوار را بر سردار همچون پرچمی می‌دانم که به علامت استیلای غرب‌زدگی پس از ۲۰۰ سال کشمکش بر بام سرای این مملکت افراشته شد».[۴۶]
- سید روح‌الله خمینی در سخنرانی‌های بسیاری از شیخ فضل‌الله نام برده و از او به عنوان سمبل مبارزه علیه استعمار یاد کرده است.[نیازمند منبع] سید روح‌الله خمینی در جمع مردم قم گفت[نیازمند منبع]: «لکن راجع به همین مشروطه و این که شیخ فضل‌الله رحمة الله ایستاد که مشروطه باید مشروعه باشد، باید قوانین موافق اسلام باشد. در همان وقت که ایشان این امر را فرمود و متمم قانون اساسی هم از کوشش ایشان بود. مخالفان و خارجی‌هایی که قدرتی را در روحانیت می‌دیدند کاری کردند که برای شیخ فضل‌الله مجاهد مجتهد و دارای مقامات عالیه یک دادگاه درست کردند و یک نفر منحرف روحانی نما، او را محاکمه کرد و در میدان توپخانه، شیخ فضل‌الله را در حضور جمعیت به دار کشیدند.» و در جای دیگر می‌گوید: «جرم شیخ فضل‌الله بیچاره چه بود؟ جرم شیخ فضل‌الله این بود که قانون باید اسلامی باشد. جرم شیخ فضل‌الله این بود که احکام قصاص غیرانسانی نیست. انسانی است او را دار زدند و از بین بردند و شما حالا به او بدگویی می‌کنید.»[۴۷]
- محمود طالقانی گفته است: «کشته شدن آقا شیخ فضل‌الله نوری بدون محاکمه، لکّه ننگی در تاریخ مشروطیت نهاد.»[۴۸]

پس از پیروزی انقلاب ۵۷ در ایران، نظام جمهوری اسلامی از وی به عنوان «شهید شیخ فضل‌الله نوری» یاد می‌کند و بزرگراهی در شهر تهران را نیز به نام وی نام‌گذاری کرده است.
- سید مرتضی آوینی در کتاب فردایی دیگر می‌نویسد: «قانون یا باید خود را «قانون» یا باید خود را «حافظ شریعت» بداند یا خود، شریعتی دیگر خواهد شد. پس، رویکرد تاریخی ما به قانون در مشروطیت روی آوردن به شریعتی دیگر بود، بی‌آنکه خود بدانیم. شیخ فضل‌الله نوری به همین «نسبت» توجه یافته بود، چرا که «شرع» نیز در مقام احکام به مجموعه‌ای از شرط‌ها و حدود – یعنی قانون – مبدل می‌شود».[۴۹][۵۰]

## افتتاح ساختمان شیخ فضل‌الله نوری در محل مجلس شورای اسلامی ایران
مراسم افتتاحیه ساختمان شهید شیخ فضل‌الله نوری ساختمان اداری و کمیسیون‌های مجلس شورای اسلامی با حضور و سخنرانی علی لاریجانی و علی فدوی و جمعی کثیری از نمایندگان برگزار شد.

## خانه شیخ فضل‌الله نوری
خانه شیخ فضل‌الله نوری در محله سنگلج قدیم تهران و در خیابان بهشت، خیابان شیخ فضل‌الله نوری، بن‌بست جوان قرار دارد.
این خانه به مدت ۱۸ ماه پس از اعدام فضل‌الله نوری، محل دفن وی بود و در حال حاضر به علت عدم رسیدگی در حال تخریب می‌باشد.

## احیاء مسجد شیخ فضل‌الله نوری در منطقه ۱۲ تهران
مسجد شیخ فضل‌الله نوری؛ به دلیل نزدیکی خانه فضل‌الله نوری به این مسجد و همچنین برگزاری نماز جماعت توسط وی در این مسجد به این نام شهره شده است. میرزا یونس خان جارچی دربار قاجار بود و زمین این مسجد از موقوفات میرزا یونس خان جارچی دربار قاجار بوده.
مسجد میرزا یونس خان در دوران قاجار برپا شد و فضل‌الله نوری در آن نماز می‌خواند، مسجد میرزا یونس خان چندسالی متروکه بود.
مسجد شیخ فضل‌الله نوری در دوران پهلوی دوم توسط حسین غفاری (روحانی) و حسین لرزاده احیاء شد.
مسجد شیخ فضل‌الله نوری در دوران نظام جمهوری اسلامی ایران توسط محمدباقر قالیباف و مهدی چمران دوباره احیاء و به نام مسجد شیخ فضل‌الله نوری نام گذاری شد.
به گزارش پایگاه اطلاع‌رسانی معاونت فنی و عمرانی شهرداری تهران سومین مرحله مرمت و مقاوم‌سازی مسجد شیخ فضل‌الله نوری از دی ماه سال ۱۳۹۸ متعاقب تجهیز کارگاه پروژه آغاز شده است. مقاوم‌سازی بنا، ترمیم گنبد مسجد و کاشی کاری از مهم‌ترین اقدامات سازمان عمرانی مناطق در این پروژه به‌شمار می‌آید.
آدرس؛ استان تهران، شهر تهران، خیابان بهشت، خیابان شیخ فضل‌الله نوری، تقاطع بن‌بست جوان، شماره ۳۰

## عقیده‌ها
نوری از رهبران قیام تنباکو در تهران و از مخالفان جنبش مشروطه و مدافعان «مشروطه مشروعه» و معتقد به انحراف فرهنگی مشروطه بود.
فضل‌الله نوری در آغاز جنبش مشروطه از مخالفان سید محمد طباطبایی و عبدالله بهبهانی و از متحدان میرزای شیرازی، میرزاحسن آشتیانی، حسین محدث نوری، سید محمدکاظم طباطبایی یزدی و عین‌الدوله نخست‌وزیر مقتدر مظفرالدین شاه بود اما پس از مدتی به مشروطه‌خواهان پیوسته و در مهاجرت به قم به آن‌ها همراهی کرد، اما پس از مدتی به مخالفت با سیدین سندین و مشروطه برخاست. او در مخالفت با مشروطه، هم عهد و پیمان محمدعلی شاه و امین السلطان بود و شاه هم پول به او می‌داد و هم دستور.
عبدالعلی حائری از محققان تاریخ مشروطه در علت جدایی فضل‌الله نوری از مجلس و مشروطیت می‌نویسد که پس از تصویب قانون اساسی (در سال ۱۲۸۵ شمسی/۱۹۰۶ میلادی)، شیخ فضل‌الله که متوجه شد مشروطه با اسلام سازگاری ندارد، از دیگر رهبران روحانی انقلاب جدا شده و به مخالفت با تصویب قوانین برگرفته از قوانین غربی پرداخت. این مخالف ریشه در مسائل ایدئولوژیکی و نظری داشت، شیخ فضل‌الله اعلام داشت که برای مطابقت این قوانین با قوانین اسلامی باید از پنج نفر از مجتهدین طراز اول تهران به انتخاب علماء، امور مجلس را تحت نظارت خود قرار دهند تا از تصویب قوانین مخالف شرع مقدس اسلام جلوگیری نمایند.
شریف کاشانی ریاست انجمن باغ میکده در مورد شیخ فضل‌الله نوری: او در مخالفت با مشروطه، هم عهد و پیمان محمدعلی شاه بود و تمام حرکاتش از تحریکات او بود، شاه هم پول می‌داد و هم دستور می‌داد.

### مخالفت با قانون اساسی

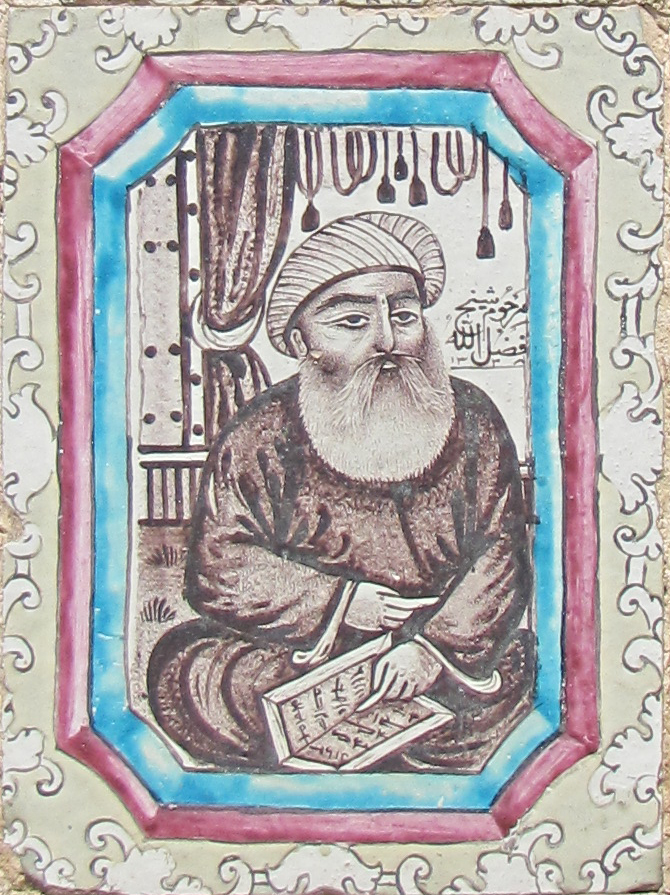
نقاشی شیخ فضل‌الله نوری بر روی کاشی در عباسیه تکیه معاون الملک

عبدالله نصری در رویارویی با تجدد می‌نویسد: شیخ فضل‌الله که همواره با تدوین قانون اساسی مخالفت می‌کرد در اواخر دوران تحصن خود ناگزیر شد تا بر لزوم تکمیل قانون اساسی اصرار بورزد. در یکی از لوایح او اینچنین ذکر می‌کند:
مجلس شورای ملی و اجتماع وکلا و مبعوثین در آن، و مقصد رفع ظلم و نشر عدالت و اصلاح مملکت، بدون نظامنامه [قانون اساسی] که عموم اهالی و حکام و کارگزاران ممالک به آن رویه حرکت نمایند، چگونه تصور می‌شود. تدبیر منزلی، که اول مرحلهٔ حکمت عملی است، بدون دستور نمی‌شود، تدبیر مملکتی، چگونه بدون قانون ممکن خواهد بود.

### مخالفت با مجلس قانونگذاری
فضل‌الله نوری مجلس قانونگذاری را نمی‌پذیرد، چرا که قانونگذاری را خلاف شرع می‌داند. او قانونگذاری را مخالف با خاتمیت و کمال دین تلقی می‌کند:
 پس این دارالشورا که مردم خواستند منعقدش نمایند و از روی موافقت (با) طباع اکثریت آرا تعیین قانون کنند، اگر مقصودشان جعل قانون جدید بود، چنان‌که این هیئت را مقننه می‌خوانند، بی‌اشکال تصدیق به صحت آن منافات با اقرار به نبوت و خاتمیت و کمال دین داشت. اگر مقصود، جعل ترتیب قانون موافق شرع بود، اولاً: آنکه ابداً ربطی به آن جماعت نداشت و بالکلیه از وظیفهٔ آن هیئت خارج بود و ثانیاً آنکه عمل به استحسان عقلی است و حرام
فضل‌الله نوری در لوایح عبدالعظیم چنین می‌نویسد: «خدای تعالی راضی مباد از کسی که دربارهٔ مجلس شورای ملی غیر از تصحیح، تکمیل و تنقیح، خیالی داشته باشد؛ و بر سخط و غضب الهی گرفتار باشند کسانی که مطلب مرا برخلاف واقع انتشار می‌دهند و با تدلیس مسلمانان، آنان را به اشتباه می‌اندازند و راه رفع شبهه را از هر جهت مسدود می‌سازند تا سخن ما به گوش مسلمانان نرسد و به خرج مردم بدهند که فلانی و سایر مهاجرین منکر اصل مجلس شورای ملی شده‌اند»

### عدالتخانه
نوری اصلاح امور را با تأسیس مجلسی با عنوان عدالتخانه میسر می‌دانست. در واقع نوری به دنبال تأسیس نهادی بود که از این طریق «جلوی بی‌عدالتی‌ها را بگیرد».

### مخالفت با وکالت
نوری دخالت در امور عامه را از باب ولایت می‌دانست نه وکالت. از این روی نمایندگان را به عنوان وکیل مشروع نمی‌دانست.
 مگر نمی‌دانید که در امور عامه وکالت صحیح نیست، این باب ولایت شیعه است؛ یعنی تکلم در امور عامه و مصالح عمومی ناس مخصوص است به علیه‌السلام یا نواب عام او و ربطی به دیگران ندارد و دخالت غیر آن‌ها در این امور حرام و غصب نمودن مسند پیغمبر (ص) و علیهم‌السلام است.

### مخالفت با برابری مردم فارغ از دین
نوری با برابری حقوق مسلمانان و غیرمسلمانان مخالف بود. او در این باره گفت: «ای بی‌شرف و ای بی غیرت! ببین صاحب شرع برای این که تو منتحل به اسلامی، برای تو شرف مقرر فرموده و امتیاز داده تو را و تو خودت از خودت سلب امتیاز می‌کنی و می‌گویی: من باید با مجوس و ارمنی و یهودی برادر و برابر باشم؟»

### مخالفت با مدرسه به سبک جدید
فضل‌الله نوری از مخالفان احداث مدرسه دخترانه بود. نوری در جلسه‌ای خصوصی به ناظم‌الاسلام کرمانی روزنامه‌نگار عصر مشروطه ایران و مخالف سرسخت اندیشه‌های فضل‌الله نوری دربارهٔ مدارس جدید می‌گوید: «ناظم الاسلام، تو را به حقیقت اسلام قسم می‌دهم. آیا این مدارس جدیده خلاف شرع نیست؟ و آیا ورود به این مدارس مصادف با اضمحلال دین اسلام نیست؟ آیا درس زبان خارجه و تحصیل شیمی و فیزیک عقیده‌های شاگردان را سخیف و ضعیف نمی‌کند؟ مدارس را افتتاح کردید. آنچه توانستید در جراید از ترویج مدارس نوشتید، حالا شروع به مشروطه و جمهوری کردید؟ نمی‌دانید در دولت مشروطه اگر من بخواهم روزنه و سوراخ این اتاق را متعدد نمایم باید مالیات بدهم و اگر یک سوراخ را دو سوراخ کنم باید مالیات بدهم و کذا و کذا.»
«اباحه مسکرات و اشاعه فاحشه‌خانه‌ها و افتتاح مدارس تربیت نسوان و دبستان دوشیزگان و صرف وجوه روضه‌خوانی و وجوه زیارات مشاهد مقدسه در ایجاد کارخانجات و تسویه طرق و شوارع…»

### مخالفت با آزادی بیان
فضل‌الله نوری به صراحت از امتناع آزادی در متون دینی سخن می‌گوید و معتقد است: «بنای قرآن بر آزاد نبودن قلم و لسان است.» وی از سوئی منکر وجود آزادی در مهم‌ترین متن دینی می‌گردد و از سوی دیگر بر این باور است که اعتقاد به آزادی حرف اشتباهی است و حتی «این سخن در اسلام کلیتاً کفر است.» نوری در قطعه فوق از آزادی سخن می‌گوید و آن را نفی می‌کند و برابر با کفر می‌نشاند. گو اینکه می‌توان نتیجه گرفت که وی با آزادی‌های مضاف (بیان، قلم و…) سازگاری دارد و آنان را می‌پذیرد. اما با دقت در سخنان او نمی‌توان چنین نتیجه‌ای گرفت اساساً وی نه تنها با آزادی‌های مضاف مخالف است، بلکه حتی پیشنهاد می‌کند واژه آزادی از بحث‌های موجود حذف شود: «اگر از من می‌شنوید، لفظ آزادی را بردارید که عاقبت این حرف ما را مفتضح خواهد کرد.»

## اسامی برخی از شاگردان
- عبدالکریم حائری یزدی بنیان‌گذار حوزهٔ علمیهٔ قم،
- سید حسین طباطبایی قمی[۷۵][۷۶][۷۷]
- میرزا مهدی آشتیانی،[۷۸]
- محمدحسن شریعت سنگلجی تهرانی فرزند شیخ حسن شریعت،[۷۹][۸۰]
- محمدمهدی امامی مازندرانی (شیخ مهدی امامی امیری بابلی مازندرانی)،
- سید موسی زرآبادی

## آثار و تألیفات دربارهٔ فضل‌الله نوری در سال‌های اخیر
- دربارهٔ افکار و اقدامات سیاسی مذهبی این مجتهد سیاسی آثار و تألیفات زیادی منتشر شده است که برخی از مهم‌ترین این آثار در سال‌های اخیر عبارتند از:
- نامه علامه قزوینی به شیخ فضل‌الله نوری، پژوهشگر: علی ابوالحسنی (مُنذِر), مرکز اسناد انقلاب اسلامی ۱۹ مرداد ۱۳۸۵
- حکایت پای دار، روایت زندگی شهید شیخ فضل‌الله نوری/ محسن مؤمنی شریف/ کانون پرورش فکری کودکان و نوجوانان / ۱۳۸۱
- اندیشه سبز، زندگی سرخ، زمان و زندگی شیخ فضل‌الله نوری/ علی ابوالحسنی/ عبرت / ۱۳۸۱
- کارنامه شیخ فضل‌الله نوری، پرسش‌ها و پاسخ ها/ ناصر ابوالحسنی/ عبرت / ۱۳۸۱
- آخرین آواز قو!؛ بازکاوی شخصیت و عملکرد شیخ فضل‌الله نوری بر اساس، آخرین برگ، زندگی او/ علی ابوالحسنی/ عبرت / ۱۳۸۱
- ستاره‌ای بر دار، نگاهی به زندگی شهید شیخ فضل‌الله نوری/ عباس آقایی/ مرکز اسناد انقلاب اسلامی/ ۱۳۸۳
- شیخ فضل‌الله نوری و مکتب تاریخ‌نگاری مشروطه/ علی ابوالحسنی/ مؤسسه مطالعات تاریخ معاصر ایران / ۱۳۸۵
- کارنامه شیخ فضل‌الله نوری / علی ابوالحسنی/ مؤسسه مطالعات تاریخ معاصر ایران / ۱۳۸۵
- در محضر شیخ فضل‌الله نوری؛ اسناد حقوقی عهد ناصری/ منصوره (نظام مافی) اتحادیه، سعید روحی، سیدعلی آل داود (مقدمه)/ تاریخ ایران / ۱۳۸۵
- دیده‌بان، بیدار!؛ دیدگاه‌ها و مواضع سیاسی و فرهنگی شیخ فضل‌الله نوری/ علی ابوالحسنی/ مؤسسه مطالعات تاریخ معاصر ایران/ ۱۳۸۵
- اندیشه سبز، زندگی سرخ؛ زمان و زندگی شیخ فضل‌الله نوری/ علی ابوالحسنی/ مؤسسه مطالعات تاریخ معاصر ایران/ ۱۳۸۵
- نگاه دوم؛ روایتی دیگر از زندگی و اندیشه‌های شیخ فضل‌الله نوری/ شمس الدین تندرکیا، مجتبی شکوری (به اهتمام)/ عقل سرخ / ۱۳۸۵
- کالبدشکافی چند شایعه دربارهٔ شیخ فضل‌الله نوری؛ فروش مدرسه چال به بانک استقراضی، رشوه‌گیری از شاه و امین السلطان و… / علی ابوالحسنی/ مؤسسه مطالعات تاریخ معاصر ایران/ ۱۳۸۵
- خانه، بر دامنه آتشفشان؛ شهادتنامه شیخ فضل‌الله نوری/ علی ابوالحسنی/ مؤسسه مطالعات تاریخ معاصر ایران / ۱۳۸۵
- شیخ فضل‌الله نوری و مکتب تاریخ‌نگاری مشروطه/ علی ابوالحسنی/ مؤسسه مطالعات تاریخ معاصر ایران/ ۱۳۸۵
- بازخوانی روزنامه شیخ فضل‌الله نوری/ ستار شهوازی بختیاری (به اهتمام)/ مؤسسه مطالعات تاریخ معاصر ایران/ ۱۳۸۶
- مشروطه شرعی و مشروعه شرطی؛ بازخوانی نظریات میرزای نائینی و شیخ فضل‌الله نوری/ طرح فردا / ۱۳۸۷
- سر دار؛ گزارشی تحلیلی از بر دار رفتن شیخ فضل‌الله نوری در نهضت مشروطه/ تندر کیا/ کتاب صبح / ۱۳۸۷
- مشروطه شرعی و مشروعه شرطی؛ بازخوانی نظریات میرزای نائینی و شیخ فضل‌الله نوری/ طرح فردا / ۱۳۸۷
- تاریخ مشروطه ایران/ احمد کسروی/ نگاه / ۱۳۸۷
- تاریخ هیجده ساله آذربایجان (بازمانده تاریخ مشروطه ایران)/ احمد کسروی/ نگاه / ۱۳۸۷
- تاریخ بیداری ایرانیان (تلخیص و بازنویسی تاریخ بیداری ایرانیان)/ محمدبن علی ناظم الاسلام کرمانی، منیژه ربیعی (به اهتمام)/ میراثبان